# Sundbyholm
Sundbyholm is een plaats in de gemeente Eskilstuna in het landschap Södermanland en de provincie Södermanlands län in Zweden. De plaats heeft 317 inwoners (2005) en een oppervlakte van 52 hectare.